# Doñana Nationalpark
Doñana nationalpark (på spansk: Parque Nacional de Doñana) er en stor nationalpark og vildmarksreservat i det sydvestlige Spanien. Nationalparken, som ligger på grænsen mellem provinserne Huelva og Sevilla i Andalusien, og omfatter 543 km², hvoraf 135 km² er beskyttet område. Et areal på 2.691,58 km² blev i 1980 udpeget til biosfærereservat under UNESCOs Menneske og biosfære-programmet.
1.116,46 km² blev i 1982 udpeget til Ramsarområde, og 542,52 km² blev i 1994 udpeget til Verdensarvsområde.

## Fauna
Parken har en artsrigdom som er unik i Europa. Den har en mængde forskellige økosystemer og huser et rigt dyreliv, blandt andet findes her tusindvis europæiske og afrikanske trækfugle, dådyr, spansk kronhjort, vildsvin, europæisk grævling, egyptisk mangust. I parken findes også flere udryddelsestruede dyrearter, blandt andet den sjældne spansk los og spansk kejserørn . Af kejserørnen findes i dag kun få hundrede tilbage og en fjerdedel af disse lever i nationalparken.

## Eksterne kilder og henvisninger
1. ↑  
"Doñana Biosphere Reserve, Spain". unesco.org. 1980. Arkiveret fra originalen 6. marts 2023. Hentet 21. april 2023.
2. ↑  Doñana på ramsar.org 21. april 2023
3. ↑  Doñana National Park whc.unesco.org 21. april 2023

- Wikimedia Commons har flere filer relateret til Doñana Nationalpark
- Doñana national park Arkiveret 19. oktober 2014 hos  Wayback Machine på andalucia.com
- Parque Nacional de Doñana (Spanske miljmyndigheder) Arkiveret 19. juni 2006 hos  Wayback Machine (spansk)
- Kort over nationalparken Arkiveret 25. maj 2006 hos  Wayback Machine
- CNN-rapport om 1998 års utsläpp Arkiveret 31. maj 2008 hos  Wayback Machine (engelsk)
- UNESCO World Heritage Centre - Doñana National Park Arkiveret 2. august 2017 hos  Wayback Machine (engelsk)
- reportage fra BBC Arkiveret 11. oktober 2016 hos  Wayback Machine
- reportage fra ABC Arkiveret 3. marts 2016 hos  Wayback Machine
- reportage fra National Geographic Arkiveret 7. oktober 2016 hos  Wayback Machine
- reportage fra Time magazine Arkiveret 22. november 2008 hos  Wayback Machine
- reportage fra Scientific American Arkiveret 13. oktober 2007 hos  Wayback Machine
- reportage fra (Daily) Telegraph Arkiveret 11. marts 2007 hos  hos Archive.is